# Rudolf von Carnall

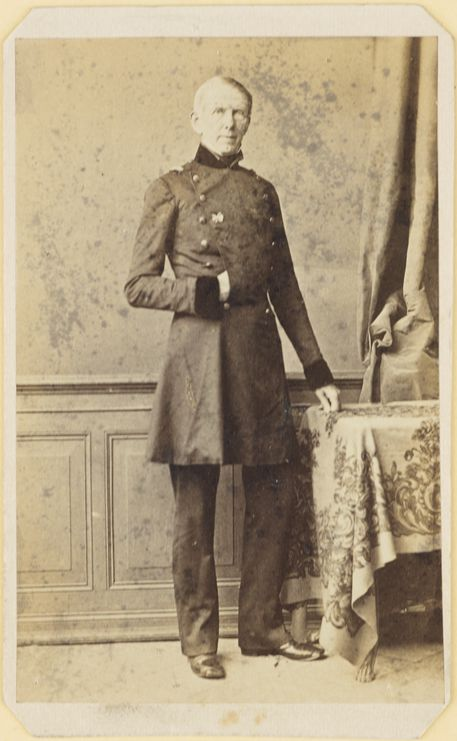
Rudolf von Carnall, ca. 1850–1874 (auf Albuminpapier)

Rudolf von Carnall (* 9. Februar 1804 in Glatz, Grafschaft Glatz; † 17. November 1874 in Breslau, Provinz Schlesien) war ein deutscher Bergingenieur.

## Herkunft
Er entstammt einem kurländischen Geschlecht, das 1751 unter dem Namen „de Carnall“ in Schweden naturalisiert wurde. Seine Eltern waren der preußische Generalmajor Arwid Conrad von Carnall (1760–1840) und dessen Ehefrau Mathilde Le Cointe.

## Leben
Rudolf von Carnall erlernte den praktischen Bergbau in den Neuroder und Waldenburger Bergrevieren, studierte von 1823 bis 1824 in Berlin und wurde beim Bergamt von Tarnowitz in Oberschlesien und 1830 zum Obereinfahrer bei der Friedrichsgrube befördert. Hier leitete er besonders den Betrieb des fiskalischen Blei- und Silberbergwerks und der damals in der Entwicklung begriffenen Galmeibergwerke mit so großem Erfolg, dass er schon 1839 zum Bergmeister ernannt wurde.
Nebenbei hielt Carnall Vorträge an der Bergschule von Tarnowitz und gab von 1843 bis 1847 allein, später in Verbindung mit Otto Ludwig Krug von Nidda, ein „Bergmännisches Taschenbuch“ heraus.
1844 wurde er als Oberbergamtsassessor nach Bonn versetzt, aber schon 1847 nach Berlin berufen und zum Geheimen Oberbergrat und Vortragenden Rat im Handelsministerium ernannt. Hier wirkte er wesentlich für eine zeitgemäße Umgestaltung des Bergbaus. 1848 war er kurze Zeit Direktor der Gewerbeakademie; zugleich begründeten er und Carl Karsten im Dezember 1848 als stellvertretende Vorsitzende mit Leopold von Buch (1. Vorsitzender), den Schriftführern Heinrich Ernst Beyrich, Julius Ewald, Heinrich Girard und Gustav Rose, dem Schatzmeister Friedrich Tamnau, dem Archivar Carl Rammelsberg und weiteren 40 Teilnehmern der konstituierenden Sitzung die Deutsche Geologische Gesellschaft, auch las er von 1849 bis 1855 an der Universität über Bergbaukunde und gründete zur Unterstützung der reformatorischen Bestrebungen im Gebiet der Montanindustrie die „Zeitschrift für Berg-, Hütten- und Salinenwesen“. Er war Mitglied der Gesellschaft Deutscher Naturforscher und Ärzte.
Seine erfolgreiche Tätigkeit für den schlesischen Bergbau beginnt 1855, als er als Berghauptmann an das Oberbergamt Breslau versetzt wurde. Der oberschlesische Bergbau nahm unter seiner Leitung einen starken Aufschwung. Carnall veranlasste die Gründung des Schlesischen Vereins für Berg- und Hüttenwesen und leitete die Redaktion des Jahrbuchs dieses Vereins sowie einer Wochenschrift. Seine geognostische Karte Oberschlesiens (1857), wenn auch überholt durch Römers Meisterwerk, hatte große Bedeutung. Er trat 1861 in den Ruhestand.

## Ehrungen
Auf seiner Hauptversammlung im September 1865 ernannte der Verein Deutscher Ingenieure (VDI) Rudolf von Carnall zu seinem Ehrenmitglied.
Nach ihm wurde das Mineral Carnallit benannt.
Das Steinkohlenbergwerk Zeche Vereinigte Sellerbeck in Mülheim an der Ruhr nannte ihren 1854 abgeteuften Hauptförderschacht „Carnall“.

## Familie
Rudolf von Carnall heiratete Emilie von Büttner (1808–1863), eine Tochter des fürstbischöflichen Amtshauptmanns Johann Gottlieb von Büttner und der Christiane Schindler. Das Paar hatte zwei Töchter.

## Werke
- Leopold von Buch. Gedaechtniss-Rede, gehalten am 6. April 1853 in der Versammlung der deutschen Geologischen Gesellschaft von dem stellvertretenden Vorsitzenden, mit einem Bildnis des Verewigten, Berlin 1853, (gedruckt für die Mitglieder der Gesellschaft) 11 S. Digitalisat
- 1835, Die Sprünge im Steinkohlengebirge, Digitalisat
- 1850, Die Bergwerke in Preußen und deren Besteuerung, Digitalisat
- 1857, Geognostische Karte von Ober-Schlesien
- 1864, Die fiskalischen Bergbaufelder in Oberschlesien
- 1844, Geognostische Karte von den Erz-Lagerstätten des Muschelkalksteins bei Tarnowitz und Beuthen in Oberschlesien
- 1844, Bergmännisches Taschen-Buch für alle Freunde der Bergwerks-Industrie, im besondern derjenigen Oberschlesiens